# Korea Open
Korea Open je profesionální tenisový turnaj žen, každoročně hraný během podzimu v jihokorejské metropoli Soulu. Založen byl v roce 2004. Na okruhu WTA Tour probíhá od sezóny 2022 jako Hana Bank Korea Open. V roce 2024 byl povýšen z úrovně WTA 250 do kategorie WTA 500. Mužský turnaj Eugene Korea Open Tennis Championships se konal na okruhu ATP Tour v kategorii ATP Tour 250, když organizátoři získali během července 2022 jednoletou licenci po zrušení podzimních turnajů v Číně kvůli proticovidovým omezením.
Dějištěm je Tenisové centrum Olympijského parku, kde se uskutečnila letní olympiáda 1988 po znovuzařazení tenisu do rodiny olympijských sportů. 

## Historie
Korea Open vznikl v roce 2004 jako ženský turnaj hraný na okruhu WTA Tour, na němž se zařadil do kategorie Tier IV. Mezi lety 2009–2020 probíhal v kategorii International. Ročník 2020 byl zrušen pro koronavirovou pandemii a v sezóně 2021 byl degradován do střední úrovně ženského tenisu, série WTA 125K. V roce 2022 se vrátil na túru WTA v kategorii WTA 250 a roku 2024 byl povýšen do úrovně WTA 500.
Mezi vítězky dvouhry se zařadily tenistky, které figurovaly během kariéry na čele světového žebříčku – Maria Šarapovová, Venus Williamsová, Caroline Wozniacká a Karolína Plíšková. V roce 2009 vyhrála Japonka Kimiko Dateová  den před svými 39. narozeninami a stala se tak druhou nejstarší šampiónkou v otevřené éře tenisu, když ve vyšším věku vybojovala titul pouze Američanka Billie Jean Kingová.
V souvislosti s opakovaným zrušením podzimních turnajů v Číně kvůli proticovidovým omezením, oznámila Asociace tenisových profesionálů během července 2022 aktualizovaný kalendář mužského okruhu ATP Tour. Zařazen do něj byl i Korea Open jako jeden z náhradních turnajů. Naposledy předtím Soul hostil turnaj na túře ATP v roce 1996.
Turnaj se koná v soulském Tenisovém centru Olympijského parku, místě letní olympiády 1988, kde je na dvorcích položen tvrdý povrch DecoTurf. Na centrálním dvorci hrají také zápasy jihokorejské reprezentace v Davis Cupu a Billie Jean King Cupu. 
Soutěže ženské dvouhry se účastní dvacet osm singlistek a do čtyřhry nastupuje šestnáct párů.

## Vývoj názvu
- 2004–2008: Hansol Korea Tennis Championships
- 2009–2011: Hansol Korea Open
- 2012–2013: KDB Korea Open
- 2014: KIA Korea Open, vítězka dvouhry obdržela automobil
- 2015–2018: Korea Open
- 2019–2021: KEB Hana Bank Korea Open
- 2022: Eugene Korea Open Tennis Championships (muži)
- 2022–: Hana Bank Korea Open (ženy)

## Přehled finále

### Ženská dvouhra
| Rok  | vítězka                        | finalistka                    | výsledek                      |
| ---- | ------------------------------ | ----------------------------- | ----------------------------- |
| 2004 | Maria Šarapovová               | Marta Domachowská             | 6–1, 6–1                      |
| 2005 | Nicole Vaidišová               | Jelena Jankovićová            | 7–5, 6–3                      |
| 2006 | Eleni Daniilidou               | Ai Sugijamová                 | 6–3, 2–6, 7–6(7–3)            |
| 2007 | Venus Williamsová              | Maria Kirilenková             | 6–3, 1–6, 6–4                 |
| 2008 | Maria Kirilenková              | Samantha Stosurová            | 2–6, 6–1, 6–4                 |
| 2009 | Kimiko Date-Krummová           | Anabel Medina Garriguesová    | 6–3, 6–3                      |
| 2010 | Alisa Klejbanovová             | Klára Zakopalová              | 6–1, 6–3                      |
| 2011 | María José Martínez Sánchezová | Galina Voskobojevová          | 7–6(7–0), 7–6(7–2)            |
| 2012 | Caroline Wozniacká             | Kaia Kanepiová                | 6–1, 6–0                      |
| 2013 | Agnieszka Radwańská            | Anastasija Pavljučenkovová    | 6–7(6–8), 6–3, 6–4            |
| 2014 | Karolína Plíšková              | Varvara Lepčenková            | 6–3, 6–7(5–7), 6–2            |
| 2015 | Irina-Camelia Beguová          | Aljaksandra Sasnovičová       | 6–3, 6–1                      |
| 2016 | Lara Arruabarrenová            | Monica Niculescuová           | 6–0, 2–6, 6–0                 |
| 2017 | Jeļena Ostapenková             | Beatriz Haddad Maiová         | 6–7(5–7), 6–1, 6–4            |
| 2018 | Kiki Bertensová                | Ajla Tomljanovićová           | 7–6(7–2), 4–6, 6–2            |
| 2019 | Karolína Muchová               | Magda Linetteová              | 6–1, 6–1                      |
| 2020 | zrušno pro pandemii covidu-19  | zrušno pro pandemii covidu-19 | zrušno pro pandemii covidu-19 |
| 2021 | Ču Lin                         | Kristina Mladenovicová        | 6–0, 6–4                      |
| 2022 | Jekatěrina Alexandrovová       | Jeļena Ostapenková            | 7–6(7–4), 6–0                 |
| 2023 | Jessica Pegulaová              | Jüan Jüe                      | 6–2, 6–3                      |
| 2024 | Beatriz Haddad Maiová          | Darja Kasatkinová             | 1–6, 6–4, 6–1                 |

### Ženská čtyřhra
| Rok  | vítězky                                             | finalistky                                   | výsledek                      |
| ---- | --------------------------------------------------- | -------------------------------------------- | ----------------------------- |
| 2004 | Čon Mi-ra Čo Jun-džong                              | Čuang Ťia-žung Sie Šu-wej                    | 6–3, 1–6, 7–5                 |
| 2005 | Čan Jung-žan Čuang Ťia-žung                         | Jill Craybasová Natalie Grandinová           | 6–2, 6–4                      |
| 2006 | Virginia Ruano Pascualová Paola Suárezová           | Čuang Ťia-žung Mariana Díaz Olivová          | 6–2, 6–3                      |
| 2007 | Čuang Ťia-žung (2) Sie Šu-wej                       | Eleni Daniilidou Jasmin Wöhrová              | 6–2, 6–2                      |
| 2008 | Čuang Ťia-žung (3) Sie Šu-wej (2)                   | Věra Duševinová Maria Kirilenková            | 6–3, 6–0                      |
| 2009 | Čan Jung-žan (2) Abigail Spearsová                  | Carly Gullicksonová Nicole Krizová           | 6–3, 6–4                      |
| 2010 | Julia Görgesová Polona Hercogová                    | Natalie Grandinová Vladimíra Uhlířová        | 6–3, 6–4                      |
| 2011 | Natalie Grandinová Vladimíra Uhlířová               | Věra Duševinová Galina Voskobojevová         | 7–6(7–5), 6–4                 |
| 2012 | Raquel Kops-Jonesová Abigail Spearsová (2)          | Akgul Amanmuradovová Vania Kingová           | 2–6, 6–2, [10–8]              |
| 2013 | Čan Ťin-wej Sü I-fan                                | Raquel Kops-Jonesová Abigail Spearsová       | 7–5, 6–3                      |
| 2014 | Lara Arruabarrenová Irina-Camelia Beguová           | Mona Barthelová Mandy Minellaová             | 6–3, 6–3                      |
| 2015 | Lara Arruabarrenová (2) Andreja Klepačová           | Kiki Bertensová Johanna Larssonová           | 2–6, 6–3, [10-6]              |
| 2016 | Johanna Larssonová Kirsten Flipkensová              | Akiko Omaeová Peangtarn Plipuečová           | 6–2, 6–3                      |
| 2017 | Kiki Bertensová Johanna Larssonová (2)              | Luksika Kumkhumová Peangtarn Plipuečová      | 6–4, 6–1                      |
| 2018 | Čchö Či-hui Han Na-ree                              | Sie Šu-jing Sie Šu-wej                       | 6–3, 6–2                      |
| 2019 | Lara Arruabarrenová (3) Tatjana Mariová             | Hayley Carterová Luisa Stefaniová            | 7–6(9–7), 3–6, [10–7]         |
| 2020 | zrušno pro pandemii covidu-19                       | zrušno pro pandemii covidu-19                | zrušno pro pandemii covidu-19 |
| 2021 | Čchö Či-hui (2) Han Na-ree (2)                      | Valentini Grammatikopoulou Réka Luca Janiová | 6–4, 6–4                      |
| 2022 | Kristina Mladenovicová Yanina Wickmayerová          | Asia Muhammadová Sabrina Santamariová        | 6–3, 6–2                      |
| 2023 | Marie Bouzková Bethanie Matteková-Sandsová          | Luksika Kumkhumová Peangtarn Plipuečová      | 6–2, 6–1                      |
| 2024 | Ljudmila Samsonovová Nicole Melicharová-Martinezová | Miju Katová Čang Šuaj                        | 6–1, 6–0                      |

### Mužská dvouhra
| Rok  | vítěz            | finalista        | výsledek      |
| ---- | ---------------- | ---------------- | ------------- |
| 2022 | Jošihito Nišioka | Denis Shapovalov | 6–4, 7–6(7–5) |

### Mužská čtyřhra
| Rok  | vítězové                        | finalisté                                    | výsledek |
| ---- | ------------------------------- | -------------------------------------------- | -------- |
| 2022 | Raven Klaasen Nathaniel Lammons | Nicolás Barrientos Miguel Ángel Reyes-Varela | 6–1, 7–5 |